# Salganea rentzi
Salganea rentzi är en kackerlacksart som beskrevs av Roth, L. M. 1979. Salganea rentzi ingår i släktet Salganea och familjen jättekackerlackor. Inga underarter finns listade i Catalogue of Life.